# 2020년대 대한민국의 텔레비전 드라마 목록
다음은 2020년대에 방송된 대한민국 텔레비전 드라마의 연도순 목록이다.
- 2020년 대한민국의 텔레비전 드라마 목록
- 2021년 대한민국의 텔레비전 드라마 목록
- 2022년 대한민국의 텔레비전 드라마 목록
- 2023년 대한민국의 텔레비전 드라마 목록
- 2024년 대한민국의 텔레비전 드라마 목록
- 2025년 대한민국의 텔레비전 드라마 목록
- 2026년 대한민국의 텔레비전 드라마 목록
- 2027년 대한민국의 텔레비전 드라마 목록
- 2028년 대한민국의 텔레비전 드라마 목록
- 2029년 대한민국의 텔레비전 드라마 목록

## 같이 보기
- 2020년대 텔레비전 드라마 목록